# Tai nạn trực thăng Varzaqan 2024
Ngày 19 tháng 5 năm 2024, một chiếc máy bay trục thăng Bell 212 chở tổng thống Iran thứ 8 Ebrahim Raisi, bộ trưởng ngoại giao thứ 10 Hossein Amir-Abdollahian, thống đốc tỉnh Đông Azerbaijan Malek Rahmati và Mohammad Ali Ale-Hashem, đại diện của Lãnh đạo tối cao ở Đông Azerbaijan, đã rơi ở gần Varzaqan, Iran.